# Bulbophyllum inops
Bulbophyllum inops là một loài phong lan thuộc chi Bulbophyllum.